# Catherine Beauclerk, Duquesa de St Albans
Catherine Beauclerk (nascida Catherine Ponsonby; 14 de outubro de 1742 — 4 de setembro de 1789)  foi uma nobre britânica. Ela foi duquesa de St Albans pelo seu casamento com Aubrey Beauclerk, 5.° Duque de St Albans.

## Família
Catherine foi a filha primogênita de William Ponsonby, 2.° Conde de Bessborough e de Caroline Cavendish. Os seus avós paternos eram Brabazon Ponsonby, 1.° Conde de Bessborough e Sarah Margetson. Os seus avós maternos eram William Cavendish, 3.° Duque de Devonshire e Catherine Hoskins.
Ela teve dois irmãos: Charlotte, esposa de William Fitzwilliam, 4.° Conde Fitzwilliam e Frederick Ponsonby, 3.° Conde de Bessborough, marido de Henrietta Frances Spencer.

## Biografia

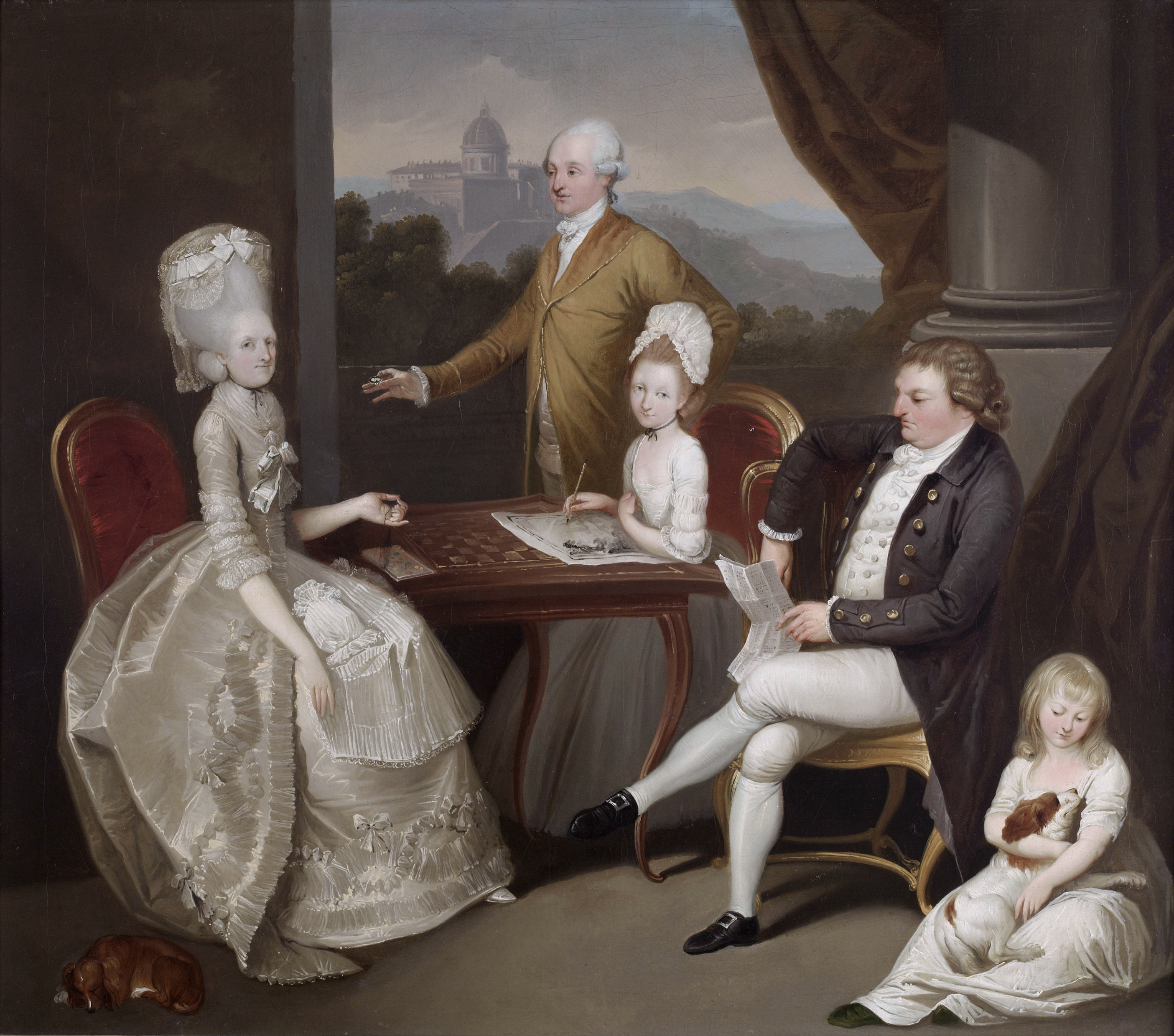
O duque e a duquesa com seus três primeiros filhos: Aubrey, mais tarde o 6.° Duque de St Albans, Catherine e Caroline, por Franciszek Smuglewicz.

No dia 4 de maio de 1763, aos 20 anos, Catherine casou-se com o futuro duque Aubrey Beauclerk, de 22 anos de idade, em Londres. Aubrey era filho do almirante Vere Beauclerk, 1.° Barão Vere de Hanworth e de Mary Chambers.
Em 21 de outubro de 1781, Catherine recebeu o título de senhora Vere de Hanworth, e a partir da ascensão do marido, tornou-se duquesa de St Albans em 10 de fevereiro de 1787.
O casal teve sete filhos, cinco meninos e três meninas.
A duquesa faleceu aos 46 anos de idade, em 4 de setembro de 1789. Seu marido não se casou novamente, e morreu em 9 de fevereiro de 1802, aos 61 anos de idade.  

## Descendência
- Catherine Beauclerk (m. c. julho de 1803), foi esposa do reverendo James Burgess. Sem descendência;
- Caroline Beauclerk (m. 23 de novembro de 1838), foi esposa de Charles Lawrence Dundas, com quem teve quatro filhos;
- Aubrey Beauclerk, 6.° Duque de St Albans (21 de agosto de 1765 – 12 de agosto de 1815), sucessor do pai, tornou-se tenente-coronel em 1789, e foi um membro do Parlamento. Sua primeira esposa foi Jane Moses, com quem teve uma filha, e depois foi casado com Louisa Grace Manners, com quem teve um filho;
- Aubrey Beauclerk, 8.° Duque de St Albans (18 de dezembro de 1766 – 17 de julho de 1825), sucessor do sobrinho, foi alto xerife de Denbighshire e de Lincolnshire. Sua primeira esposa foi Charlotte Thelwell, com quem teve um filho, e depois foi casado com Maria Janetta Nelthorpe, com quem teve quatorze filhos;
- Sir Amelius Beauclerk (23 de maio de 1771 – 10 de dezembro de 1846), foi um almirante e ajudante de ordens para a rainha Vitória do Reino Unido. Não se casou e nem teve filhos;
- Frederick Beauclerk (8 de maio de 1773 – 22 de abril de 1850), foi marido de Charlotte Dillon-Lee, com quem teve quatro filhos;
- Georgiana Beauclerk (1776 – 17 de outubro de 1791), não se casou e nem teve filhos.